# Salaca
La Salaca (en estonien : Salatsi jõgi ; en  allemand : Salis ) est une rivière au nord-est de la Lettonie. Longue de 95 km, elle coule du Lac de Burtnieki dans la région de Vidzeme, en traversant les villes de Mazsalaca, Staicele et Salacgrīva. Ses rives font apparaitre des rochers rouges du Dévonien et de nombreuses grottes et de nombreux rapides.

## Milieu

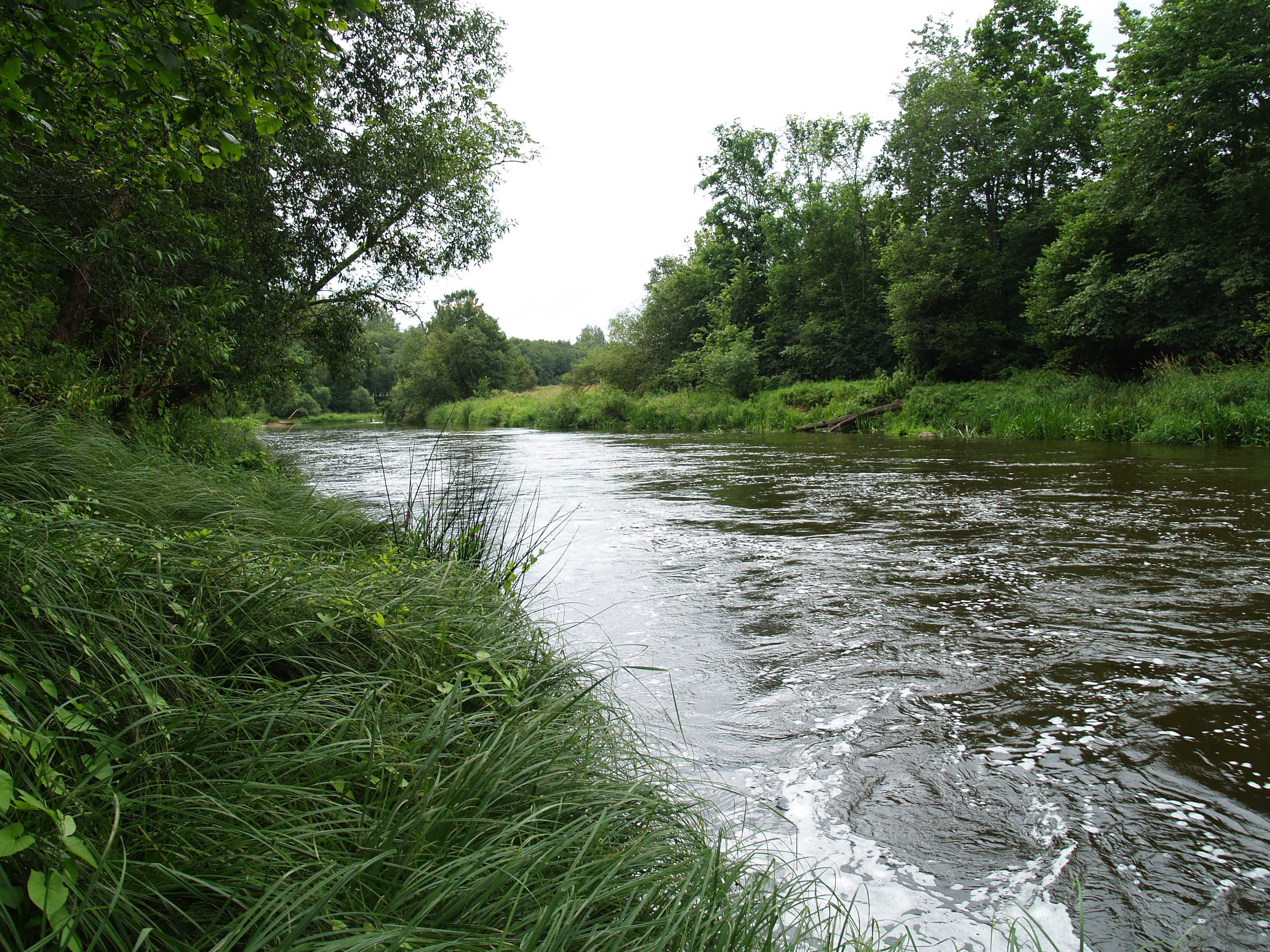
Les rapides de Salaca.

Les berges en grès de Salaca forment par endroits les rochers assez hauts, dont les plus remarquables sont ceux de Pietraga  voisinant les 10 m sur 400 m de long, et de Skaņaiskalns, qui avec ses 20 m s'étend sur 90 m, les deux situés sur la rive gauche. On y dénombre plusieurs espèces de poissons, parmi lesquels on rencontre le plus souvent le chevesne, le grand brochet, la perche commune, la brème commune, l’ide mélanote, le gardon et la vimbe. Le concours de pêche "Staiceles vimba" s'y tient au printemps.
La Salaca est l'une des rivières les plus importantes du bassin baltique dans la reproduction des saumons sauvages et abrite un grand nombre de frayères. La lamproie peuple également ses eaux et fait l'objet d'une pêche annuelle traditionnelle lors de la dévalaison hivernale.

## Protection
Pour préserver ce milieu particulier, il a été fondé en 1977 le Parc naturel de la vallée de la Salaca (en letton : Salacas ielejas dabas parks), dont la superficie s'étend sur 6 251,5 ha, lequel fait partie de la réserve de biosphère de Vidzeme septentrionale. Ce site est inclus dans le Réseau Natura 2000,.